# Måbärsmätare
Måbärsmätare, Macaria wauaria är en fjärilsart som först beskrevs av Carl von Linné 1758.  Enligt Dyntaxa ingår måbärsmätare i släktet Macaria men enligt Catalogue of Life är tillhörigheten istället släktet Itame. Enligt båda källorna tillhör måbärsmätare familjen mätare, Geometridae. Arten är reproducerande i Sverige. Två underarter finns listade i Catalogue of Life, Itame wauaria chinensis Sterneck, 1928 och Itame wauaria koreaebia Bryk, 1948.

## Bildgalleri

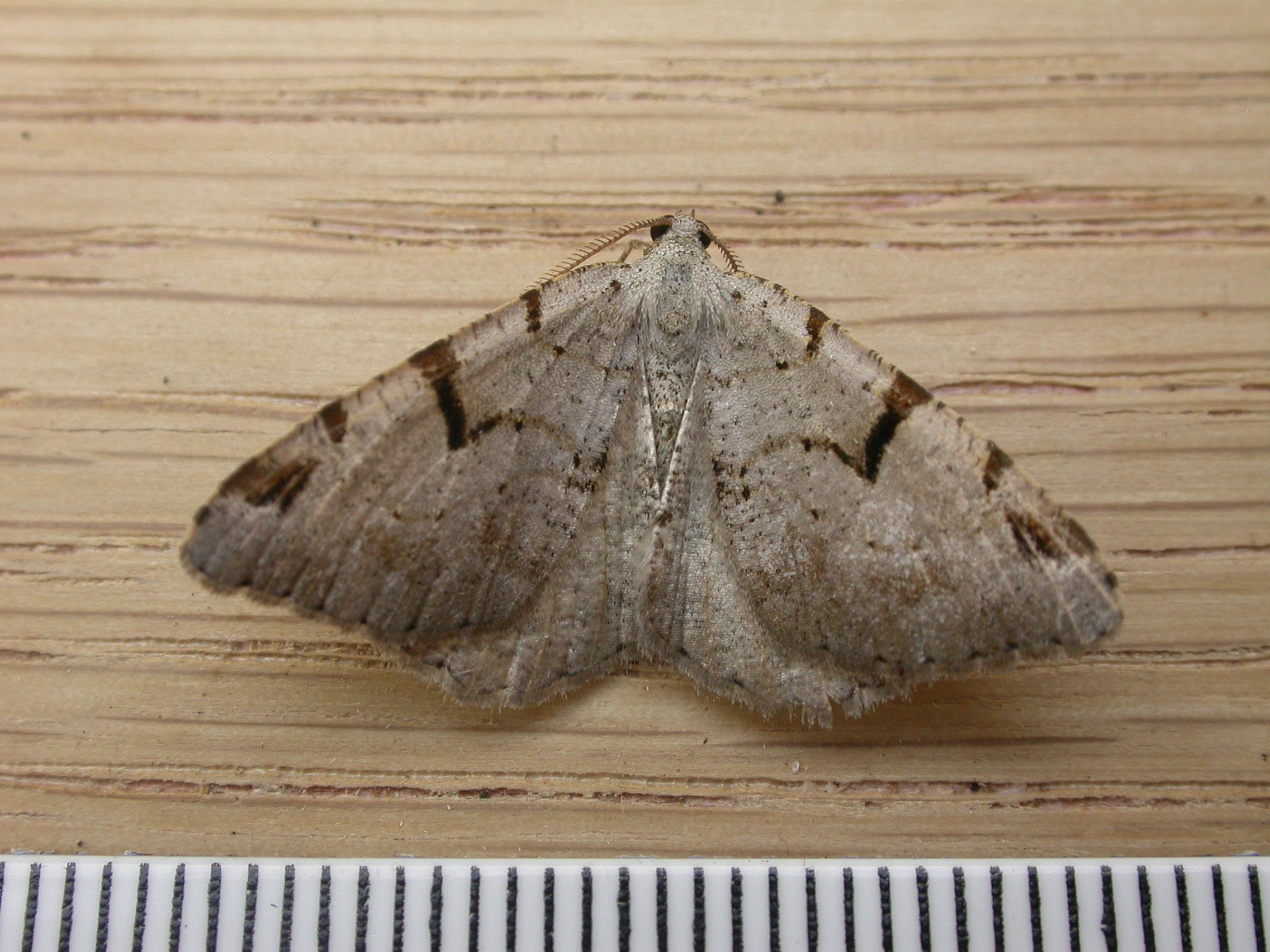
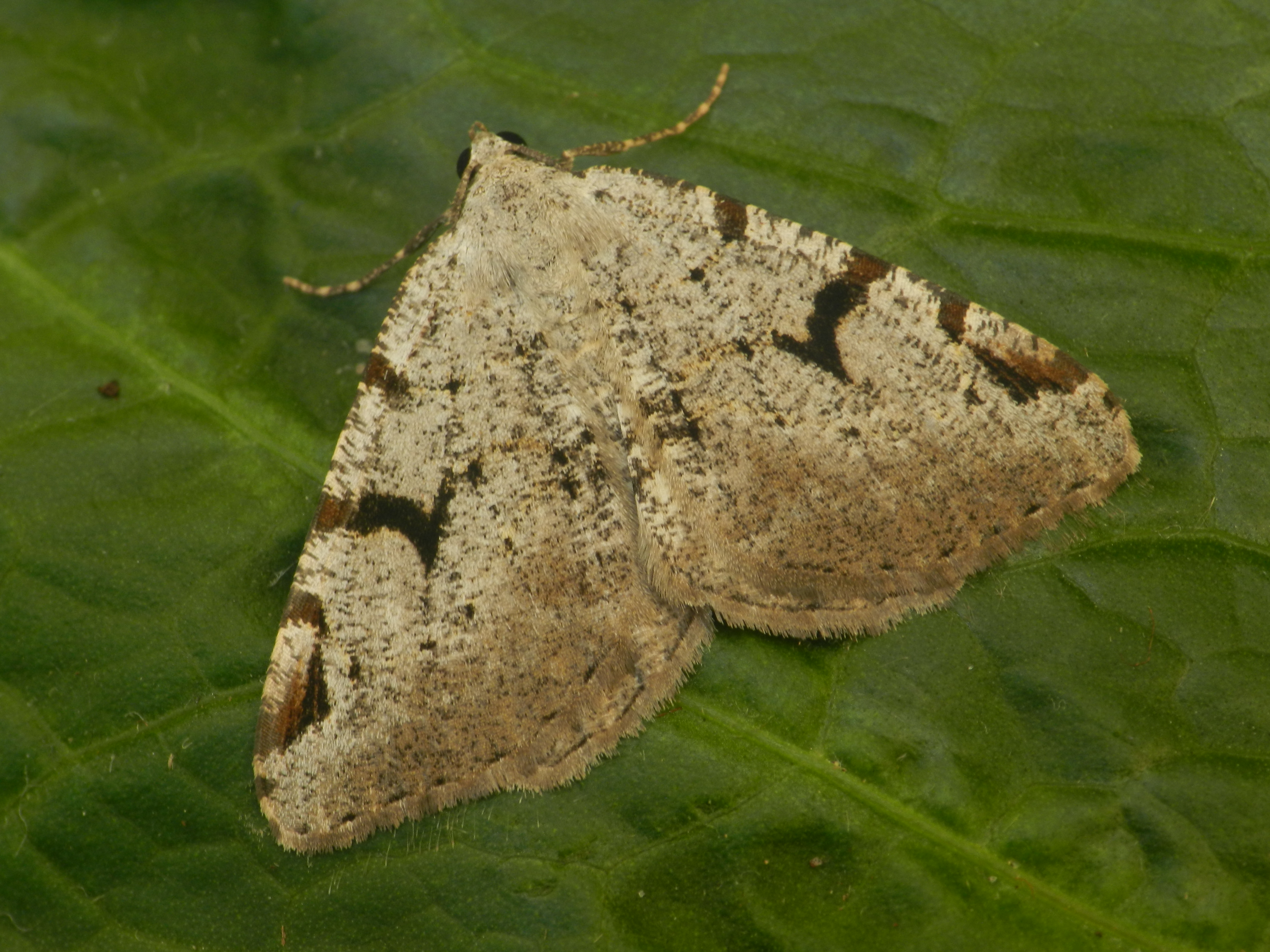
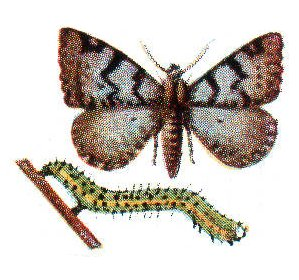